# Paul Albert Katscherowski
Paul Albert Katscherowski (* 7. November 1891 in Neustadt in Westpreußen; † 29. Oktober 1939 in Allenstein) war ein deutscher römisch-katholischer Geistlicher und Märtyrer.

## Leben
Paul Albert Katscherowski wuchs als Sohn eines Metzgers in der Kaschubei auf. 1910 machte er in Neustadt Abitur und studierte katholische Theologie am Priesterseminar Pelplin und in Breslau. Er war seit 1911 Mitglied der katholischen Studentenverbindung KDStV Winfridia Breslau im CV. Nach drei Jahren Kriegsdienst an der Westfront (1914–1917) wurde er am 23. Juni 1918 in Pelplin zum Priester geweiht. Die Stationen seines Wirkens waren: Vikar in Osterode, ab 1923 Kaplan in Marienwerder, ab 31. Juli 1933 Pfarrer in Butryny/Wuttrienen, Ortsteil von Purda, östlich Allenstein. Dort hielt er entgegen dem Verbot durch die nationalsozialistischen Behörden Gottesdienste in polnischer Sprache und bemühte sich ab 1939 fürsorglich um polnische Kriegsgefangene. Dafür wurde er bei einem Spaziergang von Nationalsozialisten überfallen und so schwer verletzt, dass er am 29. Oktober im Krankenhaus Allenstein verstarb. Er war 47 Jahre alt.

## Gedenken
Die Römisch-katholische Kirche in Deutschland hat Paul Albert Katscherowski als Märtyrer aus der Zeit des Nationalsozialismus in das deutsche Martyrologium des 20. Jahrhunderts aufgenommen.  Das 2008 eingeleitete diözesane Seligsprechungsverfahren im Erzbistum Ermland wurde 2011 abgeschlossen. Die Akte befindet sich in Rom.